# Hipodamus iz Mileta
Hipodamus iz Mileta ili samo Hipodam ( grčki: Ἱππόδαμος 498. pr. Kr. - 408. pr. Kr.) bio je arhitekt, urbanist, fizičar, matematičar, meteorolog i filozof antičke Grčke. Njega se drži za oca urbanizma jer je Hipodamov plan sinonim za urbanistički plan ortogonalnog rastera nekog grada. Rođen je u Miletu. 
Njegove planove za gradnju onodobnih grčkih gradova karakterizira red i rešetkasta pravilnost ulica za razliku od kaotične stvarnosti kako je tada izgledala većina grčkih gradova onog vremena. On je i idejni pokretač ideje da se iz organizacije grada i planiranja naselja, može stvoriti i racionalni racionalni društveni poredak.

## Hipodamus, neobična osobnost
O njemu i njegovom izgledu pisali su Aristotel, Stovaious, Strabon, Hesichios, 
Fotios i Theano. Među svojim suvremenicima imao je reputaciju ekstroverta, čovjeka koji voli pozornost javnosti. Aristotel ga opisuje kao čovjeka s neobično dugom kosom, skupim ukrasima, ali i onog koji i zimi i ljeti nosi isti jeftini ogrtač.

## Dosezi njegova djela
Po pisanju Aristotela u njegovom djelu Politika, Hipodamus je bio utemeljitelj urbanizma. Hipodamus je zamišljao idealni grad, koji po njemu ima najviše 10 000 (slobodnih) muških stanovnika, dok ukupno 
stanovništvo s djecom. ženama i robovima ne bi smjelo imati više od 50 000 
stanovnika. On se bavio proučavanjem problema života u gradovima, to je povezao sa 
problemom upravljanja i vlasti. Zbog toga je predložio podjelu građana na tri klase: 
vojnike, obrtnike i poljoprivrednike, isto tako predložio je i podjelu gradskog zemljišta na 
sakralno (sveto), javno i privatno.
Po nalogu Perikla Hipodamus je dobio zadatak da isplanira gradnju lučkog grada Pireja pored grada Atene. Kad su Atenjani osnovali grad Thuri u Italiji 443. pr. Kr. Hipodamus se pridružio kolonistima kao arhitekt njihova budućeg grada.
Njemu se pripisuje i izgradnja novog grada Rodos 408. pr. Kr., kao i rekonstrukcija grada Mileta iz 479. pr. Kr.
Njegov dijamantni plan koji je on izumio, po kojem se ulice sijeku pod kutovima od 45° i 135°, kasnije je dobio ime po njemu.
U gradu Miletu može se vidjeti protutip plana Hipodamosa. Ono što je najimpresivnije u njegovom planu je rezervacija velikog središnjeg dijela grada, koji je on ostavio slobodnim za  Agoru - centar grada i centar društva i tako napravio prvo
urbano predviđanje. 

## Filozofija
Hipodamus je prvi koji se bavio problemima i pojmovima patentnog i autorskog prava.
Predložio je da društvo treba nagraditi one pojedince koji stvaraju društveno korisne stvari. Aristotel je kritizirao ovaj praktični utilitaristički pristup Hipodamusa, i medjusobno inherentne tenzije ovog plana. 